# 1821
1821 (MDCCCXXI) a fost un an obișnuit al calendarului gregorian, care a început într-o zi de luni.

## Evenimente

### Ianuarie
- 18 ianuarie: Tudor Vladimirescu părăsește București în fruntea unei cete de arnăuți și se îndreaptă spre Târgu-Jiu, unde ajunge la 21 ianuarie.
- 22 ianuarie: Tudor Vladimirescu întărește mănăstirea Tismana, pentru a dispune de o bază de rezistență și se instalează apoi la Padeș.

### Martie
- 25 martie: Grecia își declară independența față de Imperiul Otoman; începutul Războiului de Independență, terminat în 1829.

### Iunie
- 24 iunie: Simón Bolívar câștigă Bătălia de la Carabobo, asigurând independența Venezuelei față de Spania.

### Iulie
- 17 iulie: Spania a cedat Florida Statelor Unite ale Americii.
- 28 iulie: Peru își declară independența față de Spania.

### Septembrie
- 15 septembrie: Guatemala, El Salvador, Honduras, Nicaragua și Costa Rica își câștigă independența față de Spania.
- 27 septembrie: Mexic își câștigă independența față de Spania.

### Nedatate
- martie-mai: Revoluția de la 1821 în Țara Românească.

## Arte, științe, literatură și filozofie
- Pictorul englez John Constable pictează Car cu fân

## Nașteri
- 9 aprilie: Charles-Pierre Baudelaire, poet și scriitor francez (d. 1867)
- 2 iunie: Ion C. Brătianu, politician român, fondator al Partidului Național Liberal (d. 1891)
- 21 iulie: Vasile Alecsandri, scriitor și politician român (d. 1890)
- 31 august: Hermann von Helmholtz, fizician german (d. 1894)
- 11 noiembrie: Fiodor Dostoievski, scriitor rus (d. 1881)
- 12 decembrie: Gustave Flaubert, scriitor francez (d. 1880)

### Nedatate
- Gheorghe Adrian: politician și general român, membru al Academiei Române (d. 1889)
- Grigore M. Sturdza, politician român, fiul domnitorului Mihai Sturdza (d. 1901)

## Decese
- 19 ianuarie: Alexandru Suțu, 63 ani, ultimul domn fanariot al Țării Românești (n. 1758)
- 14 februarie: Petru Maior (Mitru Perea), 65 ani, cărturar iluminist, filolog și istoric, unul dintre corifeii Școlii Ardelene (n. 1761)
- 23 februarie: John Keats, 25 ani, poet englez (n. 1795)
- 27 februarie: Wilhelm I, Elector de Hesse, 77 ani (n. 1743)
- 5 mai: Napoleon I (n. Napoleon Bonaparte), 51 ani, împărat al Franței și rege al Italiei (n. 1769)
- 7 august: Caroline de Braunschweig (n. Caroline Amalie Elisabeth), 53 ani, soția regelui George al IV-lea al Regatului Unit (n. 1768)